# Hymenomima inceptaria
Hymenomima inceptaria är en fjärilsart som beskrevs av Walker 1860. Hymenomima inceptaria ingår i släktet Hymenomima och familjen mätare. Inga underarter finns listade i Catalogue of Life.